# Eurhynchium yezoanum
Eurhynchium yezoanum är en bladmossart som beskrevs av S. Okamura 1916. Eurhynchium yezoanum ingår i släktet sprötmossor, och familjen Brachytheciaceae. Inga underarter finns listade i Catalogue of Life.